# 横地清
横地清（よこち きよし、1922年7月10日 - 2022年12月10日）は、日本の数学教育学者。

## 人物・来歴
愛知県に生まれる。1945年東京文理科大学数学科卒業。1966年和光大学人文学部教授。1976年山梨大学教育学部教授。1988年東海大学海洋学部教授。北京師範大学客員教授、内蒙古師範大学科学史研究所客員教授。数学教育学会名誉会長。

## 著書
- 『中学数学の研究 学習と進学のための 1-3年用』池田書店, 1956-57
- 『世界の算数数学教育』国土社, 1960
- 『水道方式による幼児の数の導きかた 6才では遅すぎる』国土社, 1962
- 『算数科教育法』 (新・教職教養シリーズ) 誠文堂新光社, 1963
- 『数学科教育法』(新・教職・教養シリーズ) 誠文堂新光社, 1963
- 『幼児教育 第1』(三一新書) 三一書房, 1964
- 『幼児を賢く育てる法』(三一新書) 三一書房, 1964
- 『図形の相似』 (図解中学生の数学文庫) 岩崎書店, 1965
- 『方程式と不等式』(図解中学生の数学文庫) 岩崎書店, 1965
- 『父と子の数学』(三一新書) 三一書房, 1966
- 『幼児の知能 こうすれば賢くなれる』誠文堂新光社, 1966
- 『幼児のよみかき 考える力を育てる』誠文堂新光社, 1966
- 『群論の初歩』(図解初等数学選書) 岩崎書店, 1966
- 『自信がつく高校数学の第一歩』三省堂, 1966.4
- 『座標と方程式』(図解中学生の数学文庫)岩崎書店, 1967
- 『集合・関数・確率入門』(明治図書新書) 明治図書出版, 1968
- 『幼児教育の方法 可能性を伸ばす』(三省堂新書), 1968
- 『あつまりとかず』(カラー版かずとかたちの本 国土社, 1970
- 『かずとけいさん』(カラー版かずとかたちの本  国土社, 1970
- 『くうかんとかたち』(カラー版かずとかたちの本  国土社, 1970
- 『かたちとへんか』(カラー版かずとかたちの本  国土社, 1970
- 『おおきさとしくみ』(カラー版かずとかたちの本 国土社, 1970
- 『幼年期の思考』誠文堂新光社, 1971
- 『こどもにことばと文字を教える』布井書房, 1972
- 『1ねんせいのさんすうきょうしつ』岩崎書店, 1972.4
- 『算数・数学科教育法』(新・教職教養シリーズ) 誠文堂新光社, 1973
- 『子どもの認識の構造』(子どもとおとなの出会いから) 三省堂, 1973
- 『集合と論理』(中学生の数学 国土社, 1973.4
- 『幼児教育のスタート ママと3歳児』中教出版, 1974
- 『お母さんのさんすう学校』(みずうみ文庫) みずうみ書房, 1975
- 『ママ、目をあけてよ 幼児教育のアドバイス』時事通信社, 1975
- 『数学らんぶる』時事通信社, 1976
- 『たくましい子どもに 三、四、五歳児を考える』(よつば新書 文化出版局, 1976
- 『たくましい日本の幼児』(三一新書) 三一書房, 1977.5
- 『世界の幼い市民たち 子どものしつけ見てある記』時事通信社, 1977.6
- 『大人のための算数教室』ぎょうせい, 1977.6
- 『算数・数学科教育』(新・教職教養シリーズ) 誠文堂新光社, 1978.2
- 『円の性質』(中学生の数学ライブラリー) 岩崎書店, 1979.4
- 『先生・母親にまけないぞ 数学競争』(中学生の数学ライブラリー)岩崎書店, 1979.4
- 『幼稚園・保育園保育百科 1歳児から5歳児までの保育』明治図書出版, 1981.9
- 『三面角の製作活動 ハンドバッグから角錐人形まで』(算数・数学教育ノート) 一光社, 1982.3
- 『数学を楽しむ本 キライな人でも好きになる わからない人でも面白い』日本実業出版社, 1984.9
- 『パソコン統計実習』現代数学社, 1990.5
- 『数学の文化史 敦煌から斑鳩へ』森北出版, 1991.10
- 『算数であそぼう 8　立体図形』長嶺太絵. 岩崎書店, 1994.4
- 『算数であそぼう 9　分数と計算』長嶺太 絵.岩崎書店, 1994.4
- 『数学文化の遍歴 絵画・彫刻の発展を追う一つの視点』森北出版, 1995.11
- 『算数であそぼう 11 小数のかけ算とわり算』長嶺太 絵. 岩崎書店, 1995.4
- 『遠近法で見る浮世絵 政信・応挙から江漢・広重まで』三省堂, 1995.8
- 『小学生に幾何学を教えよう』(21世紀型授業づくり 明治図書出版, 2004.5
- 『幼児の知恵の保障を願って 保育園・幼稚園・そして市民に訴える』明治図書出版, 2004.6
- 『絵画・彫刻の発展史を数学で嗜もう 数学の文化史』全3巻(東海大学文学部叢書) 東海大学出版会, 2006-07
- 『教師は算数授業で勝負する』(若い教師に贈るこの一冊 明治図書出版, 2006.6
- 『日本をすり抜けた西洋 北斎の知恵、そして写楽』東海大学出版会, 2008.10
- 『ここまで伸びる保育園・幼稚園の子供たち 数学・言語教育編』東海大学出版会, 2009.11
- 『ここまで伸びる保育園・幼稚園の子供たち 絵画・造形教育編』東海大学出版会, 2009.6

### 共編著・監修
- 『数理統計学初歩』鍋島信太郎共著. 池田書店, 1950.12
- 『数学教育』(教職教養シリーズ  鍋島信太郎共著. 誠文堂新光社, 1953
- 『諸外国の算数教育』(小学校算数科教材研究叢書 宮本敏雄,古賀昇一,清水達雄共著. 新興出版社・啓林館, 1958
- 『諸外国の数学教育』(中学校数学科教材研究叢書 横地清 等著. 新興出版社・啓林館, 1958
- 『算数の思考 指導過程における子どもの思考』大矢真一,加藤国雄、中野昇共著. 明治図書出版, 1959
- 『中学校数学科教材研究 新版』横地清 等著. 大日本図書, 1960
- 『数学教育用語辞典』石谷茂,長妻克亘共著. 明治図書出版, 1961
- 『算数授業の現代化 図形』三輪辰郎,有田逸朗共編. 明治図書出版, 1962
- 『数学授業の現代化 代数』三輪辰郎, 有田逸朗共編. 明治図書出版, 1962
- 『算数授業の現代化 数と量』三輪辰郎, 有田逸朗共編. 明治図書出版, 1962
- 『割合の批判から量へ 算数教育発展のために』長妻克亘共著. 明治図書出版, 1962
- 『低学年の数の指導』 (世界の数学教育シリーズ 編. 明治図書出版, 1962
- 『小数・分数の指導』(世界の数学教育シリーズ 編著. 明治図書出版, 1962
- 『小・中学校における関数の現代化』菊池乙夫共著. 明治図書, 1962
- 『水道方式による算数の本 2年-6年』遠山啓共編. 国土社, 1962.5
- 『科学化をめざす数学教育 基礎と実践』大矢真一,鈴木正毅,山岸雄策共編. 誠文堂新光社, 1964
- 『小学生の思考力』第1-2 竹内嗣郎,曽我哲夫 共著. 三一書房・新書, 1964-65
- 『幼児教育 第2』中田喜直共著. 三一書房・新書, 1964
- 『数学教育の現代化』 (世界の数学教育シリーズ 編. 明治図書, 1964
- 『あたらしい幼稚園100科 3ケ年の計画と指導』全3巻 横地清 等編. 誠文堂新光社, 1965
- 『高校生の数学シリーズ』全6巻 亀谷俊司共編. 国土社, 1965-66
- 『中学校新しい数学の授業計画』監修. 国土社, 1966
- 『幼稚園・保育園100科 領域別』第1-7、別巻 梅根悟,久保田浩共編. 誠文堂新光社, 1967-68
- 『講座算数授業の改造』全4巻 編. 明治図書出版, 1969
- 『かずとかたちのあそび』(かずとことばのえほんシリーズ 小川純一郎共著, 赤星亮衛絵. 岩崎書店, 1969
- 『ことばともじのあそび』(かずとことばのえほんシリーズ 小川純一郎 共著, 長島克夫絵. 岩崎書店, 1969
- 『1から100までのかず』(かずとことばのえほんシリーズ 小川純一郎 共著,横内襄絵. 岩崎書店, 1970
- 『かずともじのれんしゅう』(かずとことばのえほんシリーズ 小川純一郎共著. 岩崎書店, 1970
- 『よみましょうかきましょう』(かずとことばのえほんシリーズ 小川純一郎共著, 小磯三千代絵. 岩崎書店, 1970
- 『ママとあそぼうことばともじ』(幼児教育絵本) 編. 三省堂, 1973
- 『4年生の算数教室』竹内嗣郎, 山岸雄策共著. 岩崎書店, 1973.2
- 『関数と解析』(中学生の数学 岡森博和,本間俊宏著, 横地編. 国土社, 1973.9
- 『数と空間』(双書保育実践の系統化 編著. 中教出版, 1976
- 『言語と文字』(双書保育実践の系統化 編著. 中教出版, 1978.11
- 『文字と数は教えるべきか 討論幼児教育』多湖輝、中沢和子、塩川寿平、塚越恒爾共著. 日本放送出版協会, 1978.4
- 『数学教育学序説 上』編. ぎょうせい, 1980.7
- 『生きた算数 カラー版』編集. ぎょうせい, 1981.1-5
- 『現代算数・数学講座』全4巻 編. ぎょうせい, 1982-83
- 『ぼくとわたしのパソコン』初級・中級・上級編』横地清 [ほか]編. 共立出版, 1984-85.
- 『教師のための授業に生かすパソコン 小学校』1-3 編. 共立出版, 1986-88
- 『パソコン絵本だよ』山主富士彦共著  ぼくらのパソコン・ライブラリー 2 岩崎書店, 1990.3
- 『教師のためのコンピュータ入門』林英輔共著. 森北出版, 1990.7
- 『探偵とパズル (パソコンでゲームをつくろう』鈴木正彦共著. 岩崎書店, 1995.3
- 『算数であそぼう 19 立体のしくみ』福田聖子共著 長嶺太 絵. 岩崎書店, 1995.4
- 『中学校数学+総合学習』菊池乙夫共著. 明治図書出版, 1998.1
- 『「選択数学」の考え方と展開』 (中学校「選択数学」の新展開  菊池乙夫 共著. 明治図書出版, 2000.11
- 『算数+情報教育』守屋誠司共編著. 明治図書出版, 2001-03
- 『数学を中心とする総合学習の展開』菊池乙夫共著. 明治図書出版, 2001.11
- 『算数・数学科の到達目標と学力保障 別巻(理論編)』菊池乙夫, 守屋誠司共著. 明治図書出版, 2005.4

## 論文
- <横地清